# Провулок Марії Батракової (Мелітополь)
Вулиця Марії Батракової — вулиця в Мелітополі. Йде від вулиці Пушкіна до вулиці Марії Батракової. Забудований приватними будинками.

## Назва
Провулок названий на честь Марії Батракової, Героя Радянського Союзу, яка 30 вересня 1943 року під час форсування річки Молочної замінила загиблого командира роти та підняла бійців в атаку, отримавши важке поранення. Поруч також є вулиця Марії Батракової.

## Історія
Рішення про найменування провулка ухвалено 30 жовтня 1953 року. Провулок носив назву Комсомольського.
2016 року в ході декомунізації провулок перейменований на провулок Марії Батракової.